# Primarias presidenciales del Partido Socialista de Francia de 2021
Las primarias presidenciales del Partido Socialista de Francia de 2021 se llevaron a cabo el 14 de octubre de ese año para elegir al candidato del Partido Socialista en las elecciones presidenciales de 2022.
El 27 de agosto de 2021, el primer secretario del Partido Socialista, Olivier Faure, anunció la organización de una primaria interna para nominar al candidato a la presidencia. A diferencia de las primarias ciudadanas de 2017.
Los candidatos fueron el alcalde de Le Mans, Stéphane Le Foll que anunció su candidatura en julio de 2021 y la alcaldesa de París, Anne Hidalgo que anunció su candidatura el 12 de septiembre de 2021. El 14 de octubre de 2021, Anne Hidalgo obtuvo la victoria de las primarias con alrededor del 72% de los votos emitidos por los miembros del partido.

## Antecedentes
Desde la derrota de Benoît Hamon en las elecciones presidenciales de 2017, el Partido Socialista ha tenido una serie de reveses. En las elecciones legislativas de 2017, el partido solo obtuvo 31 diputados, 249 menos que el periodo anterior. Luego de este resultado Manuel Valls quien obtuvo el segundo lugar en las primarias ciudadanas de 2017 y se negó a apoyar el ganador de las primarias, Benoît Hamon, para la elección presidencial de 2017, abandonaron el partido y se incorporó al grupo parlamentario de La República en Marcha en la Asamblea Nacional. Mientras tanto el 1 de julio de 2017, el excandidato a la presidencia Benoît Hamon, abandonó el partido para fundar el "Movimiento 1.° de julio", que se convirtió en “Génération.s” unos meses después.
El 15 de marzo de 2018 se llevaron a cabo la elección para líderar el partido. Los candidatos fueron Stéphane Le Foll, Luc Carvounas, Olivier Faure y Emmanuel Maurel. En esta elección Olivier Faure, obtuvo la victoria y se convirtió en el nuevo líder.
En las elecciones al Parlamento Europeo de 2019, el consejo nacional del partido nombró al periodista y ensayista, Raphaël Glucksmann, para encabezar de lista de candidatos a eurodiputados. Fue la primera vez que el partido no lideró una lista autónoma y la primera desde 1971 que el partido deja a uno de sus socios encabezar la lista en la que participa. El partido solo obtuvo 6,19% de los votos, siendo la votación más baja de su historia.
Sin embargo en las elecciones municipales de 2020 y en las elecciones regionales de 2021 el partido mantuvo su aceptación a nivel local, con sus alianza con EELV y el Partido Comunista.

## Candidatos
| Partido      | Partido | Partido            | Candidato                       | Cargos ocupados                 | Ref   |
| ------------ | ------- | ------------------ | ------------------------------- | ------------------------------- | ----- |
|              | PS      | Partido Socialista | Stéphane Le Foll                | Alcalde de Le Mans (desde 2018) | [ 3 ] |
| Anne Hidalgo | PS      | Partido Socialista | Alcaldesa de París (desde 2014) | [ 13 ]                          |       |

### Candidaturas rechazadas
- Bernard Cazeneuve, primer ministro de Francia (2016-2017)[14]
- Ségolène Royal, Ministra de Ecología (2014-2017)[15]

## Resultados
|  | 72.60 % |

|  | 27.40 % |

|  | 94.58 % |

|  | 4.72 % |

|  | 0.70 % |

|  | 100.00 % |